# Кубок Європи із зимових метань 2007
Кубок Європи з метань 2007 був проведений в Ялті на стадіоні «Авангард».
Програма змагань включала чотири метальні легкоатлетичні дисципліни (штовхання ядра, метання диска, метання молота, метання списа) серед чоловіків та жінок у абсолютній віковій категорії (дорослі) та серед молоді (U23).

## Індивідуальна першість

### Чоловіки
| Дисципліна     | Золото                  | Золото | Срібло                     | Срібло | Бронза                         | Бронза |
| -------------- | ----------------------- | ------ | -------------------------- | ------ | ------------------------------ | ------ |
| Дорослі        |                         |        |                            |        |                                |        |
| Штовхання ядра | Юрій Білоног Україна    | 19,95  | Павло Лижин Росія          | 19,86  | Дмитро Гончарук Білорусь       | 19,42  |
| Метання диска  | Герд Кантер Естонія     | 65,43  | Пйотр Малаховський Польща  | 65,06  | Ерджюмент Олгунденіз Туреччина | 64,34  |
| Метання молота | Прімож Козмус Словенія  | 77,99  | Іван Тихон Білорусь        | 77,79  | Ешреф Апак Туреччина           | 76,68  |
| Метання списа  | Ігор Сухомлинов Росія   | 83,34  | Магнус Арвідссон Швеція    | 76,27  | Айнар Ковалс Латвія            | 74,64  |
| Молодь (U23)   |                         |        |                            |        |                                |        |
| Штовхання ядра | Лука Руєвич Сербія      | 19,45  | Лайош Кюрті Угорщина       | 18,49  | Данієль Англес Іспанія         | 18,35  |
| Метання диска  | Дмитро Існюк Україна    | 58,23  | Сергій Грибков Росія       | 57,79  | Міхай Грасу Румунія            | 57,57  |
| Метання молота | Андрій Азаренков Росія  | 72,41  | Олексій Сокирський Україна | 67,61  | Криштоф Немет Угорщина         | 67,40  |
| Метання списа  | Роман Авраменко Україна | 73,96  | Олексій Товарнов Росія     | 69,41  | Мелік Джаноян Вірменія         | 69,34  |

### Жінки
| Дисципліна     | Золото                       | Золото | Срібло                      | Срібло | Бронза                      | Бронза |
| -------------- | ---------------------------- | ------ | --------------------------- | ------ | --------------------------- | ------ |
| Дорослі        |                              |        |                             |        |                             |        |
| Штовхання ядра | Петра Ламмерт Німеччина      | 18,67  | Ассунта Леньянте Італія     | 18,31  | К'яра Роза Італія           | 18,14  |
| Метання диска  | Франка Дітцш Німеччина       | 66,14  | Меліна Робер-Мишон Франція  | 63,48  | Наталія Семенова Україна    | 60,51  |
| Метання молота | Мануела Монтебрюн Франція    | 72,65  | Тетяна Лисенко Росія        | 72,05  | Естер Балассіні Італія      | 68,70  |
| Метання списа  | Штеффі Неріус Німеччина      | 63,14  | Голді Саєрс Велика Британія | 60,02  | Захра Бані Італія           | 58,95  |
| Молодь (U23)   |                              |        |                             |        |                             |        |
| Штовхання ядра | Анна Авдєєва Росія           | 17,32  | Олена Копець Білорусь       | 15,74  | Жозефін Терлецькі Німеччина | 15,37  |
| Метання диска  | Надін Мюллер Німеччина       | 60,35  | Катерина Карсак Україна     | 56,91  | Ліліана Ка Португалія       | 53,95  |
| Метання молота | Катерина Смолячкова Білорусь | 66,78  | Б'янка Періє Румунія        | 66,00  | Доротея Хабазин Хорватія    | 61,82  |
| Метання списа  | Марія Абакумова Росія        | 59,42  | Сінта Озоліня Латвія        | 55,03  | Лінда Шталь Німеччина       | 55,02  |

## Командна першість
Кожна країна могла виставити по 2 спортсмени у кожній дисципліні серед дорослих та по одному — серед молоді. До заліку зараховувався кращий результат в кожній метальній дисципліні, після чого він переводився в очки за допомогою Міжнародної таблиці переводу результатів Світової легкої атлетики. За сумою отриманих очок визначались переможці та призери в командному заліку Кубка. У межах командного заліку медалі отримували всі атлети країни, яка посіла призове місце, за умови виконання таким атлетом всіх спроб (необов'язково успішних) у змаганнях.

### Чоловіки
| Дисципліна   | Золото                                                                                 | Золото    | Срібло | Срібло | Бронза | Бронза |
| ------------ | -------------------------------------------------------------------------------------- | --------- | --- | ------ | --- | ------ |
| Дорослі      | Росія Павло Лижин Олександр Боричевський Ігор Вініченко Ігор Сухомлинов Сослан Цирихов | 4287 очок | Білорусь Дмитро Гончарук Руслан Хлибов Іван Тихон Вадим Євтухович Павло Лижин Дмитро Сіваков Павло Кривицький Олександр Ашомко | 4256   | Україна Юрій Білоног Сергій Пругло Євген Виноградов Олександр Тертичний Андрій Семенов Кирило Чупринін Олег Стаценко | 4081   |
| Молодь (U23) | Росія Олександр Греков Сергій Грибков Андрій Азаренков Олексій Товарнов                | 3984      | Україна Віктор Самолюк Дмитро Існюк Олексій Сокирський Роман Авраменко                                                         | 3979   | Німеччина Канді Бауер Мартін Віріг Андреас Занер Франц Бургхаген                                                     | 3759   |

### Жінки
| Дисципліна   | Золото | Золото    | Срібло | Срібло | Бронза | Бронза |
| ------------ | --- | --------- | --- | ------ | --- | ------ |
| Дорослі      | Німеччина Петра Ламмерт Франка Дітцш Катрін Клас Штеффі Неріус Яна Тухольке Зузанне Кайль Марайке Ріттвег | 4406 очок | Італія Ассунта Леньянте Крістіана Чеккі Естер Балассіні Захра Бані К'яра Роза Лаура Бордіньйон Кларісса Кларетті Клаудія Козлович | 4132   | Білорусь Юлія Леонтюк Ольга Черногорова Дарія Пчельник Марина Новик Тетяна Ілющенко Надія Павлюковська Наталія Шимчук | 4032   |
| Молодь (U23) | Росія Анна Авдєєва Світлана Іванова Марія Беспалова Марія Абакумова                                       | 3806      | Німеччина Жозефін Терлецькі Надін Мюллер Мелані Мотценбекер Лінда Шталь                                                           | 3758   | Білорусь Олена Копець Анна Мозгунова Катерина Смолячкова Марина Букса                                                 | 3756   |

## Медальний залік
До медального заліку включені нагороди за підсумками індивідуальної та командної першості.
| Місце                | Країна               | Золото | Срібло | Бронза | Загалом |
| -------------------- | -------------------- | ------ | ------ | ------ | ------- |
| 1                    | Росія                | 7      | 3      | 0      | 10      |
| 2                    | Німеччина            | 5      | 1      | 3      | 9       |
| 3                    | Україна              | 3      | 3      | 2      | 8       |
| 4                    | Білорусь             | 1      | 4      | 3      | 8       |
| 5                    | Франція              | 1      | 1      | 0      | 2       |
| 6                    | Естонія              | 1      | 0      | 0      | 1       |
| 6                    | Сербія               | 1      | 0      | 0      | 1       |
| 6                    | Словенія             | 1      | 0      | 0      | 1       |
| 9                    | Італія               | 0      | 2      | 3      | 5       |
| 10                   | Латвія               | 0      | 1      | 1      | 2       |
| 10                   | Румунія              | 0      | 1      | 1      | 2       |
| 10                   | Угорщина             | 0      | 1      | 1      | 2       |
| 13                   | Велика Британія      | 0      | 1      | 0      | 1       |
| 13                   | Польща               | 0      | 1      | 0      | 1       |
| 13                   | Швеція               | 0      | 1      | 0      | 1       |
| 16                   | Туреччина            | 0      | 0      | 2      | 2       |
| 17                   | Іспанія              | 0      | 0      | 1      | 1       |
| 17                   | Вірменія             | 0      | 0      | 1      | 1       |
| 17                   | Португалія           | 0      | 0      | 1      | 1       |
| 17                   | Хорватія             | 0      | 0      | 1      | 1       |
| Загалом (20 збірних) | Загалом (20 збірних) | 20     | 20     | 20     | 60      |

## Виступ українців

### Індивідуальна першість
| Дисципліна↓                       | Чоловіки                              | Жінки     |                                         |                                          |           |       |
| Атлет                             | Місце                                 | Результат | Атлетка                                 | Місце                                    | Результат |       |
| --------------------------------- | ------------------------------------- | --------- | --------------------------------------- | ---------------------------------------- | --------- | ----- |
| Ядро (дорослі)                    | Юрій Білоног Одеська область          | 1         | 19,95                                   | Світлана Сакун Чернігівська область      | 10        | 16,11 |
| Андрій Семенов Одеська область    | 4                                     | 19,37     | Оксана Захарчук Київська область        | 12                                       | 15,42     |       |
| Ядро (U23)                        | Віктор Самолюк Київська область       | 5         | 17,84                                   | Анна Самолюк Київська область            | 5         | 15,07 |
|                                   |                                       |           |                                         |                                          |           |       |
| Диск (дорослі)                    | Сергій Пругло АР Крим                 | 10        | 57,73                                   | Наталія Семенова Донецька область        | 3         | 60,51 |
| Кирило Чупринін Волинська область | 15                                    | 54,54     | Олена Антонова Дніпропетровська область | 4                                        | 60,30     |       |
| Диск (U23)                        | Дмитро Існюк Дніпропетровська область | 1         | 58,23                                   | Катерина Карсак Одеська область          | 2         | 56,91 |
|                                   |                                       |           |                                         |                                          |           |       |
| Молот (дорослі)                   | Євген Виноградов Київська область     | 18        | 66,19                                   | Інна Саєнко Херсонська область           | 17        | 61,90 |
|                                   | Наталія Золотухіна Черкаська область  | 20        | 60,90                                   |                                          |           |       |
| Молот (U23)                       | Олексій Сокирський АР Крим            | 2         | 67,61                                   | Ірина Новожилова Херсонська область      | 4         | 60,82 |
|                                   |                                       |           |                                         |                                          |           |       |
| Спис (дорослі)                    | Олександр Тертичний Київ              | 4         | 74,48                                   | Тетяна Ляхович Івано-Франківська область | 11        | 55,76 |
| Олег Стаценко Харківська область  | 10                                    | 68,26     | Віта Шумейко Київська область           | 16                                       | 51,91     |       |
| Спис (U23)                        | Роман Авраменко АР Крим               | 1         | 73,96                                   | Віра Ребрик АР Крим                      | 4         | 54,78 |

### Командна першість
| Категорія↓   | Чоловіки | Жінки |         | |      |      |
| Команда      | Місце | Очки  | Команда | Місце | Очки |      |
| ------------ | --- | ----- | ------- | --- | ---- | ---- |
| Дорослі      | Юрій Білоног Сергій Пругло Євген Виноградов Олександр Тертичний Андрій Семенов Кирило Чупринін Олег Стаценко | 3     | 4081    | Світлана Сакун Наталія Семенова Інна Саєнко Тетяна Ляхович Оксана Захарчук Олена Антонова Наталія Золотухіна Віта Шумейко | 6    | 3899 |
| Молодь (U23) | Віктор Самолюк Дмитро Існюк Олексій Сокирський Роман Авраменко                                               | 2     | 3979    | Анна Самолюк Катерина Карсак Ірина Новожилова Віра Ребрик                                                                 | 4    | 3731 |